# Maillebois
Maillebois är en kommun i departementet Eure-et-Loir i regionen Centre-Val de Loire strax norr om centrala Frankrike. Kommunen ligger i kantonen Châteauneuf-en-Thymerais som tillhör arrondissementet Dreux. År 2022 hade Maillebois 926 invånare.

## Befolkningsutveckling
Antalet invånare i kommunen Maillebois
Referens:INSEE